# Bandarban (Distrikt)
Der Distrikt Bandarban (Bengalisch: বান্দরবান জেলা, Bāndarabān jelā) ist ein Verwaltungsdistrikt im südöstlichen Bangladesch, in der Division Chittagong. Die im nördlichen Teil des Distrikts liegende Hauptstadt ist Bandarban. Der Distrikt hat 388.335 Einwohner (Volkszählung 2011).

## Geografie
Der 4479 km² große Distrikt ist der südliche Teil der Bergregion Chittagong Hill Tracts und entstand erstmals 1900. Er grenzt im Norden und Osten an den Nachbardistrikt Rangamati und die Provinzen Rakhaing und Chin des östlichen Nachbarlandes Myanmar, im Süden an den Fluss Naf und im Westen an die nationalen Distrikte Chittagong und Cox’s Bazar. Die wichtigsten Flüsse des zu zwei Drittel von Wäldern und Bergen dominierten Distrikts sind der Bakkhali, Matamuhuri und der Shankha (Sangu). Die vier Hauptgebirge Bandarbans sind Meranja, Wailatong, Tambang und Politai.
Im Distrikt Bandarban befindet sich der höchste Berg Bangladeschs. Es ist jedoch noch ungeklärt, ob dies der Keokradong im Südosten der Upazila Ruma oder aber der Mowdok Mual in der Upazila Thanchi ist.

### Natur und Tierwelt
Die natürliche Vegetation besteht aus Regenwäldern, Laubwäldern, Bambuswäldern, Farnen und Grasland.
Zur Tierwelt gehören Elefanten, Leoparden, Wildkatzen, wilde Hunde und mehr als 600 verschiedene Vogelarten. Flora und Fauna entsprechen derjenigen des Nachbarstaats Myanmar und nicht der indischen Pflanzenwelt und Tierwelt.
Häufig werden Agrarflächen durch Brandrodung (bengalisch Jhum) geschaffen. Dies und die Bodenerosion in Gebieten mit Entwaldung sind die Hauptgründe für die Veränderung der Landschaft.

### Klima
Die Temperaturen schwanken zwischen 12,5 und 37 °C. Die durchschnittliche jährliche Regenmenge beträgt 3031 mm. Die durchschnittliche Luftfeuchtigkeit beträgt um die 70 %. In den Monaten von November bis März fällt wenig Regen. Juni, Juli und August sind die Monate mit dem meisten Regen.

## Geschichte
Im 9. Jahrhundert war das Gebiet ein Teil des Königreichs von Arakan. Später im Mittelalter gehörte es als Vasallengebiet Mrauk U zum Sultanat von Bengalen und danach zum Mogulreich. Zeitweise wurde die Region allerdings auch vom Königreich Arakan und vom Fürstenstaat Tippera (auch Tripura genannt) beherrscht. Von 1666 an zahlten die örtlichen Herrscher Tribut an das Mogulreich. Das geschwächte Mogulreich überließ das Gebiet 1760 den Briten. Von da an bis 1860 beschränkten sich diese auf die Zahlung von jährlichen Abgaben. Das Gebiet wurde 1860 Teil der Präsidentschaft Bengalen. Doch konnte das Gebiet des heutigen Distrikts Bandarban erst 1891 endgültig unterworfen werden. Danach war es Teil des Gebiets Chittagong Hill Tracts. Seit der Unabhängigkeit von den Briten war es Teil von Ostpakistan, das 1971 zu Bangladesch wurde. Die Bergvölker standen im Unabhängigkeitskrieg von Ostpakistan (heute Bangladesch) eher zum bisherigen Staat Pakistan, da sie den starken bengalischen Druck in ihre Siedlungsgebiete verringern wollten. Der Distrikt entstand 1959 durch Aufspaltung des bisherigen Distrikts Chittagong Hill Tracts in verschiedene Unterdistrikte. Er besteht in seiner heutigen Form seit dem Jahr 1981.

## Bevölkerung

### Bevölkerungsentwicklung
Wie überall in Bangladesch wächst die Einwohnerzahl im Distrikt seit Jahrzehnten stark an. Ein spezielles Problem für die einheimische Bevölkerung ist die Zuwanderung von zahlreichen Bengalen. Weniger als die Hälfte der Bevölkerung sind im Distrikt geboren.

### Altersstruktur
Wie überall in Bangladesch ist die Bevölkerung im Durchschnitt sehr jung. Das Durchschnittsalter lag bei der letzten Volkszählung 2011 bei 19,95 Jahren bei leicht steigender Tendenz.
Bei der Volkszählung im Jahr 2011 ergab sich folgende Altersstruktur:
| Alter                                          | 0–9 Jahre | 10–19 Jahre | 20–29 Jahre | 30–39 Jahre | 40–49 Jahre | 50–59 Jahre | 60–69 Jahre | 70–79 Jahre | 80 Jahre und mehr |
| Anzahl                                         | 109.163   | 79.036      | 70.601      | 51.619      | 35.107      | 22.033      | 12.560      | 5767        | 2449              |
| Anteil                                         | 28,11 %   | 20,35 %     | 18,18 %     | 13,29 %     | 9,04 %      | 5,67 %      | 3,23 %      | 1,48 %      | 0,63 %            |
| Quelle: Zila Bandarban, Tabelle P14, Seite 320 |           |             |             |             |             |             |             |             |                   |

### Bedeutende Orte
Einwohnerstärkste Ortschaft innerhalb des Distrikts ist der Distriktshauptort Bandarban. Die einzige weitere Stadt (Town) ist Lama. Doch gibt es mit Alikadam und Naikhongchhari noch zwei weitere Orte ohne Stadtrecht mit mehr als 10000 Einwohnern. Die städtische Bevölkerung macht nur 25,86 Prozent der gesamten Bevölkerung aus. Die Hauptorte der sieben Upazilas haben folgende Einwohnerzahlen:

### Bevölkerung des Distrikts nach Geschlecht
Wie in vielen Teilen Bangladeschs ist der Anteil der weiblichen Bevölkerung niedriger als die Anzahl männlicher Bewohner.
| Verteilung der Bevölkerung nach Geschlecht im Distrikt Bandarban          |                   |                   |                   |                   |                   |                   |                   |                   |                   |                   |
|                                                                           | Volkszählung 1974 | Volkszählung 1974 | Volkszählung 1981 | Volkszählung 1981 | Volkszählung 1991 | Volkszählung 1991 | Volkszählung 2001 | Volkszählung 2001 | Volkszählung 2011 | Volkszählung 2011 |
| Anzahl                                                                    | Anteil            | Anzahl            | Anteil            | Anzahl            | Anteil            | Anzahl            | Anteil            | Anzahl            | Anteil            |                   |
| GESAMT                                                                    | 116.426           | 100 %             | 171.478           | 100 %             | 230.569           | 100 %             | 298.120           | 100 %             | 388.335           | 100 %             |
| Männer                                                                    | 61.519            | 52,84 %           | 94.006            | 54,82 %           | 125.730           | 54,53 %           | 162.133           | 54,39 %           | 203.350           | 52,36 %           |
| Frauen                                                                    | 54.907            | 47,16 %           | 77.472            | 45,18 %           | 104.839           | 45,47 %           | 135.987           | 45,61 %           | 184.985           | 47,64 %           |
| Quelle: Zila Bandarban bei der Volkszählung 2011, Tabelle PT-02, Seite 17 |                   |                   |                   |                   |                   |                   |                   |                   |                   |                   |

### Volksgruppen
Es gibt immer mehr bengalische Zuwandernde. Diese stellen heute die Bevölkerungsmehrheit. Dennoch zählten sich bei der letzten Volkszählung 2011 noch 172.401 Menschen (44,39 Prozent der Einwohnerschaft) zu den «tribals», der Stammesbevölkerung. Sie werden von der Regierung von Bangladesch unter dem Sammelbegriff Jumma geführt. In Wirklichkeit beinhaltet dieser Begriff eine äußerst vielfältige Anzahl Völker. Im Distrikt sind dies die elf Völker der Marma (77477 Personen im Distrikt), Murong (auch Mro genannt; 38021 Menschen), Tripuri (20685 Leute), Bawm, Tanchangya, Chakma, Chak, Khyang, Khumi, Lushei und Pankho. In den Subdistrikten Rowangchhari (24745 der 27264 Einwohner), Ruma (26503 der 29038 Einwohner) und Thanchi (21426 der 23591 Einwohner) sind sie deutlich in der Mehrheit. Nur im Subdistrikt Rowangchhari stellt ein einzelnes Minderheitenvolk – die Marma – die Bevölkerungsmehrheit mit 14300 von 27264 Einwohnern (52,45 Prozent der Bevölkerung). In allen anderen Subdistrikten leben mehrere Minderheitenvolksgruppen – ohne die Bevölkerungsmehrheit zu stellen.

### Religion
Heutzutage ist aufgrund der Zuwanderung von meist muslimischen Bengalen eine knappe Mehrheit Anhängerschaft des Islams. Doch leben in Bandarban, im Gegensatz zum übrigen von Muslimen dominierten Land, eine bedeutende Anzahl von Buddhisten und Christen. An der Küste sind die Muslime in der Mehrheit, in der Osthälfte dominieren Buddhisten, Christen und Anhänger traditioneller Religionen. Im Upazila Rowangchhari sind fast 70 % der Einwohner Buddhisten, in den Upazilas Ruma und Thanchi jeweils über 35 % Christen.
| Jahr                                                          | Buddhisten | Buddhisten | Christen | Christen | Hindus | Hindus | Muslime | Muslime | Andere | Andere | Gesamt  | Gesamt   |
| Jahr                                                          | Zahl       | Anteil     | Zahl     | Anteil   | Zahl   | Anteil | Zahl    | Anteil  | Zahl   | Anteil | Zahl    | Anteil   |
| ------------------------------------------------------------- | ---------- | ---------- | -------- | -------- | ------ | ------ | ------- | ------- | ------ | ------ | ------- | -------- |
| 1981                                                          | 75172      | 43,84 %    | 13.737   | 8,01 %   | 4582   | 2,67 % | 71.440  | 41,66 % | 6547   | 3,82 % | 171.478 | 100,00 % |
| 1991                                                          | 87.613     | 38,00 %    | 16.769   | 7,27 %   | 8105   | 3,52 % | 109.800 | 47,62 % | 8282   | 3,59 % | 230.569 | 100,00 % |
| 2001                                                          | 103.997    | 34,88 %    | 28.546   | 9,58 %   | 10.796 | 3,62 % | 147.062 | 49,33 % | 7719   | 2,59 % | 298.120 | 100,00 % |
| 2011                                                          | 123.052    | 31,19 %    | 39.333   | 10,13 %  | 13.137 | 3,38 % | 197.087 | 50,75 % | 15.726 | 4,05 % | 388.335 | 100,00 % |
| Quelle: Ergebnisse der Volkszählung 1981, 1991, 2001 und 2011 |            |            |          |          |        |        |         |         |        |        |         |          |

In den sieben Upazilas (Subdistrikten) sieht die Verteilung folgendermaßen aus:
| Bevölkerung in den Upazilas des Distrikts nach Religion |           |         |         |        |        |            |            |          |          |
| Upazila                                                 | GESAMT    | Muslime | Muslime | Hindus | Hindus | Buddhisten | Buddhisten | Christen | Christen |
| Upazila                                                 | Einwohner | Anzahl  | Anteil  | Anzahl | Anteil | Anzahl     | Anteil     | Anzahl   | Anteil   |
| Alikadam                                                | 49317     | 26680   | 54,10 % | 1655   | 3,36 % | 15233      | 30,89 %    | 3657     | 7,42 %   |
| Bandarban Sadar                                         | 88282     | 39600   | 44,86 % | 6862   | 7,77 % | 33051      | 37,44 %    | 4511     | 5,11 %   |
| Lama                                                    | 108.995   | 77490   | 71,10 % | 3018   | 2,77 % | 20395      | 18,71 %    | 6628     | 6,08 %   |
| Naikhongchhari                                          | 61788     | 47903   | 77,53 % | 494    | 0,80 % | 12858      | 20,81 %    | 288      | 0,47 %   |
| Rowangchhari                                            | 27264     | 2224    | 8,16 %  | 226    | 0,83 % | 18889      | 69,28 %    | 4548     | 16,68 %  |
| Ruma                                                    | 29038     | 1694    | 5,83 %  | 495    | 1,70 % | 11326      | 39,00 %    | 11124    | 38,31 %  |
| Thanchi                                                 | 23591     | 1496    | 6,34 %  | 387    | 1,64 % | 11300      | 47,90 %    | 8577     | 36,36 %  |
| Quelle: Ergebnis der Volkszählung 2011                  |           |         |         |        |        |            |            |          |          |

### Verteilung Stadt und Landbevölkerung
Bandarban gehört zu den stark ländlich geprägten Distrikten innerhalb des Landes. Die Verteilung:
| Stadt- und Landbevölkerung im Distrikt Bandarban                          |                   |                   |                   |                   |                   |                   |                   |                   |                   |                   |
|                                                                           | Volkszählung 1974 | Volkszählung 1974 | Volkszählung 1981 | Volkszählung 1981 | Volkszählung 1991 | Volkszählung 1991 | Volkszählung 2001 | Volkszählung 2001 | Volkszählung 2011 | Volkszählung 2011 |
| Anzahl                                                                    | Anteil            | Anzahl            | Anteil            | Anzahl            | Anteil            | Anzahl            | Anteil            | Anzahl            | Anteil            |                   |
| GESAMT                                                                    | 116.426           | 100 %             | 171.478           | 100 %             | 230.569           | 100 %             | 298.120           | 100 %             | 388.335           | 100 %             |
| STADT                                                                     | 13.381            | 11,49 %           | 36.963            | 21,56 %           | 68.522            | 29,72 %           | 92.766            | 31,12 %           | 100.423           | 25,86 %           |
| LAND                                                                      | 103.045           | 88,51 %           | 134.515           | 78,44 %           | 162.047           | 70,28 %           | 205.354           | 68,88 %           | 287.912           | 74,14 %           |
| Quelle: Zila Bandarban bei der Volkszählung 2011, Tabelle PT-01, Seite 17 |                   |                   |                   |                   |                   |                   |                   |                   |                   |                   |

## Bildung
Es gibt keine Universität im Distrikt, aber mehrere Colleges. Zum staatlichen Bildungswesen gehören noch die Primarschulen und Sekundarschulen. Daneben gibt es Privatschulen und wenige Religionsschulen (Medressen).
Dennoch befindet sich der Bildungsstand auf tiefem Niveau. Nur 55,48 Prozent der 5-9-Jährigen und 63,85 Prozent der 10-14-Jährigen besuchten (2011) die Schule. Eher ungewöhnlich für die Region ist die Tatsache, dass fast gleich viele Mädchen wie Jungen zur Schule gehen.
Am Ende der Kolonialzeit bestand fast die gesamte Bevölkerung aus Analphabeten. Dies änderte sich in der Zeit als das Gebiet Teil von Ost-Pakistan war, nur wenig. Trotz bedeutender Anstrengungen ist das Ziel der vollständigen Alphabetisierung noch weit entfernt. Dazu kommen gewaltige Unterschiede. Während bei den Männern in den Städten fast 3 von 5 lesen und schreiben können, ist dies bei den Frauen auf dem Land bei 1 von 4 Personen der Fall. Die Entwicklung zeigt folgende Tabelle:
| Alphabetisierung im Distrikt Bandarban                                                         |                   |                   |                   |                   |
| Einheit                                                                                        | Volkszählung 1991 | Volkszählung 2001 | Volkszählung 2011 | Volkszählung 2011 |
| Einheit                                                                                        | Anteil            | Anteil            | Anzahl            | Anteil            |
| GESAMT                                                                                         | 23,82 %           | 31,67 %           | 112.167           | 35,86 %           |
| Männer                                                                                         | 32,19 %           | 38,24 %           | 66.359            | 40,29 %           |
| Frauen                                                                                         | 13,46 %           | 23,67 %           | 45.808            | 30,93 %           |
| STADT GESAMT                                                                                   | 39,53 %           | 48,39 %           | 45.346            | 54,13 %           |
| Stadt-Männer                                                                                   | 49,52 %           | 55,79 %           | 27.045            | 59,17 %           |
| Stadt-Frauen                                                                                   | 25,03 %           | 37,92 %           | 18.301            | 48,07 %           |
| LAND GESAMT                                                                                    | 17,00 %           | 23,78 %           | 66.821            | 29,18 %           |
| Land-Männer                                                                                    | 23,90 %           | 29,11 %           | 39.314            | 33,04 %           |
| Land-Frauen                                                                                    | 9,00 %            | 17,72 %           | 27.507            | 25,00 %           |
| Quelle: Zila Bandarban bei der Volkszählung 2011, Tabellen PT-15, Seite 22 und P-07, Seite 172 |                   |                   |                   |                   |

## Verwaltung
Der Distrikt Bandarban ist in sieben so genannte Upazilas unterteilt: Bandarban Sadar, Rowangchhari, Ruma, Thanchi, Lama, Alikadam und Naikhongchhari. Innerhalb dieser Verwaltungsunterteilung gibt es mit Bandarkan Sadar und Lama zwei selbstverwaltende Städte (municipality), 30 Union Parishads (Dorfräte) und 1554 Dörfer. 

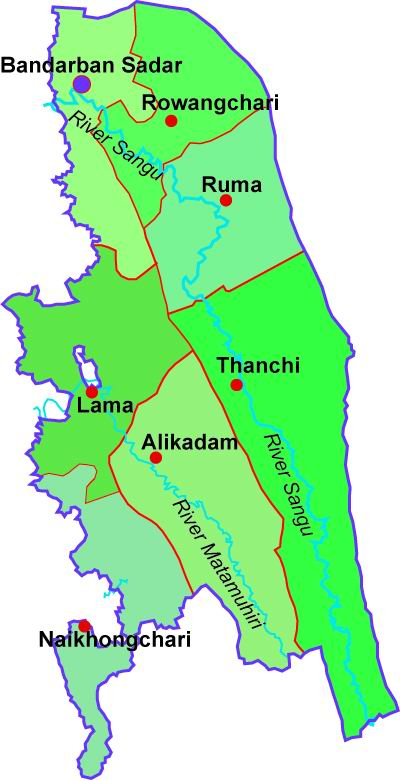
Distrikt Bandarban

| Bevölkerung in den Upazilas des Distrikts |         |           |          |          |          |          |           |           |          |          |            |            |          |          |          |          |
| Upazila                                   | Fläche  | GESAMT    | männlich | männlich | weiblich | weiblich | städtisch | städtisch | ländlich | ländlich | Alphabeten | Alphabeten | männlich | männlich | weiblich | weiblich |
| Upazila                                   | in km²  | Einwohner | Anzahl   | Anteil   | Anzahl   | Anteil   | Anzahl    | Anteil    | Anzahl   | Anteil   | Anzahl     | Anteil     | Anzahl   | Anteil   | Anzahl   | Anteil   |
| Alikadam                                  | 885,77  | 49317     | 25650    | 52,01 %  | 23667    | 47,99 %  | 14525     | 29,45 %   | 34792    | 70,55 %  | 12116      | 31,31 %    | 7127     | 35,23 %  | 4989     | 27,01 %  |
| Bandarban Sadar                           | 501,98  | 88282     | 47687    | 54,02 %  | 40595    | 45,98 %  | 41434     | 46,93 %   | 46848    | 53,07 %  | 36638      | 49,28 %    | 22003    | 54,39 %  | 14635    | 43,18 %  |
| Lama                                      | 671,83  | 108.995   | 56610    | 51,94 %  | 52385    | 48,06 %  | 19014     | 17,44 %   | 89981    | 82,56 %  | 29688      | 33,96 %    | 16699    | 36,62 %  | 12989    | 31,05 %  |
| Naikhongchhari                            | 463,60  | 61788     | 31347    | 50,73 %  | 30441    | 49,27 %  | 18257     | 29,55 %   | 43531    | 70,45 %  | 15098      | 31,29 %    | 8473     | 34,45 %  | 6625     | 28,01 %  |
| Rowangchhari                              | 442,88  | 27264     | 14243    | 52,24 %  | 13021    | 47,76 %  | 5052      | 18,53 %   | 22212    | 81,47 %  | 6985       | 30,99 %    | 4448     | 37,68 %  | 2537     | 23,63 %  |
| Ruma                                      | 492,09  | 29038     | 15469    | 53,27 %  | 13629    | 46,73 %  | 6848      | 23,59 %   | 22190    | 76,41 %  | 6781       | 28,90 %    | 2668     | 45,04 %  | 1434     | 30,92 %  |
| Thanchi                                   | 1020,82 | 23591     | 12344    | 52,33 %  | 11247    | 47,67 %  | 1778      | 7,54 %    | 21813    | 92,46 %  | 4861       | 26,94 %    | 3227     | 33,85 %  | 1634     | 19,20 %  |
| Quelle: Ergebnis der Volkszählung 2011    |         |           |          |          |          |          |           |           |          |          |            |            |          |          |          |          |

## Wirtschaft
Von den Erwerbstätigen arbeitet die Mehrheit in der Landwirtschaft. Insgesamt gibt es (2011) 279.172 Personen, die älter als 10 Jahre alt sind. Von diesen sind 65.963 Personen in der Schule, 3348 Menschen auf Arbeitssuche und 74.207 Menschen arbeiten in einem Haushalt. 135.564 Personen sind erwerbstätig. Davon arbeiten 94.758 (=69,9 Prozent) Personen in Landwirtschaft und Fischerei, 8779 in der Industrie und 32.117 Menschen im Bereich Dienstleistungen.
Landwirtschaftliche Haupterzeugnisse sind Reis, Senfkorn, Baumwolle, Tabak und Gemüse. Als am meisten verbreiteten Obstsorten gelten Bananen, Ananas, Jackfrucht, Orangen und Papayas. Die Hauptexporterzeugnisse sind dementsprechend Bananen, Jackfrucht, Baumwolle und Bambus.

## Gesundheit
Es gibt ein einziges Krankenhaus und in jedem Unterbezirk ein Gesundheitszentrum. Auf örtlicher Ebene gibt es zudem kleinere Gesundheitszentren und Familienplanungszentren.

## Verkehr
Im ganzen Distrikt gibt es keine einzige Bahnlinie. Daher wickelt sich der regionale Verkehr meist mit Autorikschas und Kleinbussen und der überregionale Verkehr mit Bussen ab.